# متنزه فراني ريس الحكومي
متنزه فراني ريس الحكومي، تبلغ مساحته 251 أكر (1.02 كـم2) متنزه الدولة يقع في بلدة لويد في مقاطعة أولستر، نيويورك. يدار المتنزه بواسطة هدسون  وهي جزء من نظام متنزهات باليساديس بين الولايات.

## تاريخ
كانت الأرض التي تضم متنزه فراني ريس الحكومي ملكية تعرف باسم «سيدار غلين»، وقد تم بناؤها في منتصف القرن التاسع عشر من قبل رائد طب الأسنان المعروف بغير المؤلم تشارلز روبرتس. بعد وفاة روبرتس ، سقطت التركة في حالة سيئة حيث تنازع ورثته على ملكية العقار.
تم شراء العقار في عام 2003 من قبل هدسون، وهي منظمة بيئية غير ربحية تهدف إلى الحفاظ على الأرض على طول نهر هدسون بين ألباني ومدينة نيويورك. تم افتتاحه كمتنزه عام في عام 2009، بعد فترة وجيزة من نقل ملكية الأرض إلى مكتب ولاية نيويورك للمتنزهات والترفيه والمحافظة التاريخية، على الرغم من استمرار هدسون في إدارة الممتلكات.
سمي المتنزه باسم عالمة البيئة فرانسيس «فراني» ريس (1917-2003)، التي عملت على الحفاظ على الأراضي في منطقة نهر هدسون.

## وصف المتنزه
الميزة الرئيسية لمتنزه فراني ريس الحكومي هي 2.5 ميل (4.0 كـم) من مسارات المشي لمسافات طويلة على طول طرق النقل القديمة التي يمكن استخدامها أيضًا للمشي بالأحذية الثلجية والتزلج الريفي على الثلج في الشتاء. توفر المسارات إطلالات على نهر هدسون وجسر مد هدسون المجاور والممر فوق نهر هدسون ومدينة بكبسي عبر النهر. يمكن رؤية أنقاض قصر من القرن التاسع عشر داخل المتنزه أيضًا.

## روابط خارجية
- New York State Parks: Franny Reese State Park
- Franny Reese State Park trail map